# Oscar Segers
Oscar Segers (ur. 3 października 1960) – belgijski zapaśnik walczący w stylu wolnym. Olimpijczyk z Moskwy 1980, gdzie zajął dwunaste miejsce wadze lekkiej.
Siódmy na mistrzostwach Europy w 1984. Wicemistrz świata kadetów w 1975 roku.

## Turniej wMoskwie 1980
| Konkurencja      | Walki               | Walki                    | Walki                 | Klas. końcowa |
| Konkurencja      | Przeciwnik I        | Przeciwnik II            | Przeciwnik III        | Miejsce       |
| ---------------- | ------------------- | ------------------------ | --------------------- | ------------- |
| 68 kg styl wolny | Iwan Jankow (BUL) P | Victor Koulaigue (CMR) Z | Shaban Sejdiu (YUG) P | 12.           |